# Johan Wolter Arnberg

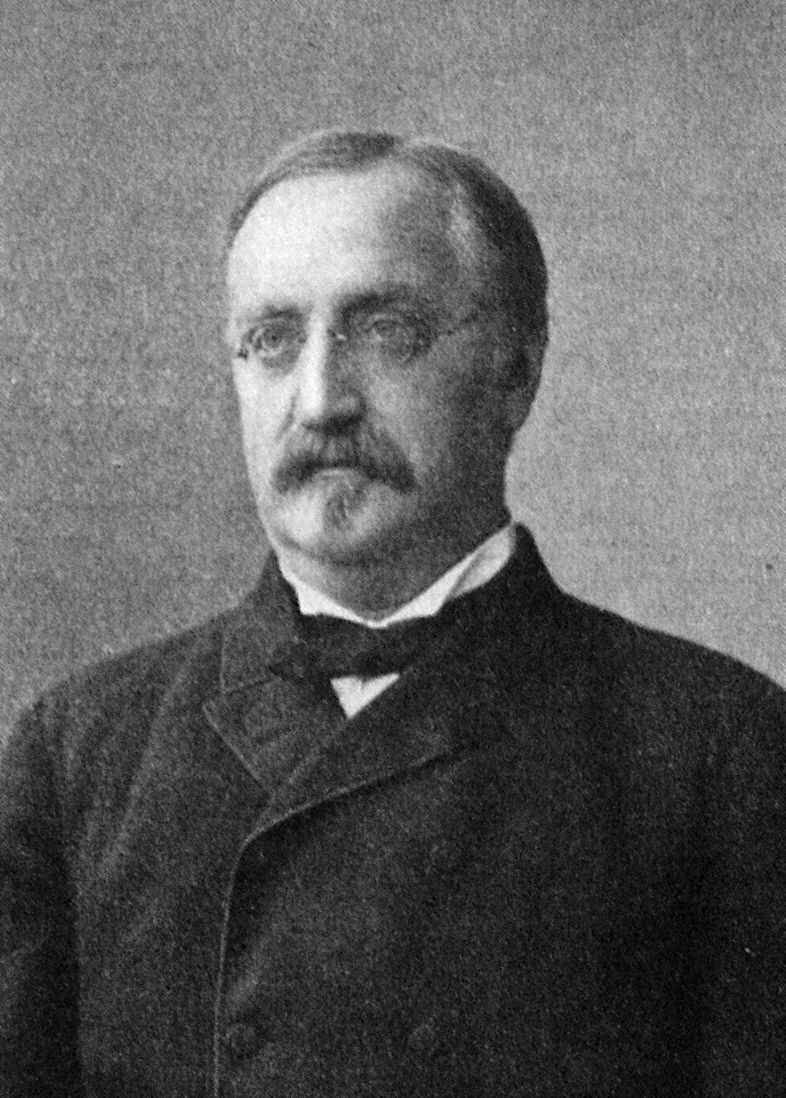
J. W. Arnberg vor 1900

Johan Wolter Arnberg (* 14. Oktober 1832 in Norrköping, Schweden; † 20. Juni 1900 in Saltsjöbaden) war ein schwedischer Nationalökonom und Bankdirektor.

## Leben
Johan Wolter Arnberg war Sohn des Senators und Textilfabrikanten Johan Adolf Arnberg und seiner Frau Sophia Luth. 1849 nahm er das Studium der Nationalökonomie in Uppsala auf, welches er 1854 erfolgreich abschloss. 1856 wurde er außerordentlicher Professor der Politikwissenschaft. Von 1856 bis 1865 war er Dozent der Staatswissenschaften in Uppsala, dann dort und in Stockholm als Bankdirektor tätig, war seit 1874 Bevollmächtigter der Schwedischen Reichsbank. Arnberg gehörte der liberalen, auf freien Handel orientierten Denkrichtung an. Seine Buch- und Aufsatzveröffentlichungen wirkten sich nachhaltig auf die Wirtschaftspolitik Schwedens aus.
Wolter war Mitglied der Königlich Schwedischen Akademie der Wissenschaften und von 1875 bis 1895 Abgeordneter im Stockholmer Stadtrat.

## Werke (Auswahl)
- Om upphandlingsdeputationen (1855)
- Om arbetets och bytets frihet (1864).
- Anteckningar om frihetstidens politiska ekonomi (Upsala 1868)